# Вукославлевич, Владан
Владан Вукосавлевич (серб. Владан Вукосављевић; род. 1962, Белград, СФРЮ) — сербский политик и государственный деятель, министр культуры и информации во Втором кабинете министров Александра Вучича.

## Биография
Владан Вукосавлевич родился в Белграде в 1962 году. Окончил Юридический факультет Белградского университета. В рамках научной работы на Факультете посещал Францию и Германию, также занимался изучением международных договоров в международном праве. После окончания учёбы работал во внешнеторговых предприятиях, в частности в предприятии «Универзал».
Был корреспондентом изданий «Правник», «Књижевна реч» и «НИН». В 2013 году был назначен секретарём по вопросам культуры в администрации Белграда.
11 августа 2016 года вновь вошёл в состав Правительства в качестве министра культуры и информации.
Владеет английским и французским языками.